# 千体地蔵
千体地蔵（せんたいじぞう）は、一つの場所に多数の地蔵菩薩像を並べたものである。「千躰地蔵」などの表記もされ、全国各所にある。

## 概要
供養や回向のために、一つの場所に多数の仏の絵を描いたり仏像を並べたりする千体仏は、仏教の千仏思想や、俗的には数を増やすことで仏の力を増そうとする発想から来ている。日本では鎌倉時代から千体地蔵が多数作られるようになった。

## 石造の千体地蔵

### 秋田県
- 由利本荘市岩谷麓の折渡千体地蔵[2]

### 山形県
- 笹野観音堂の千体地蔵（米沢市）[3]

### 栃木県

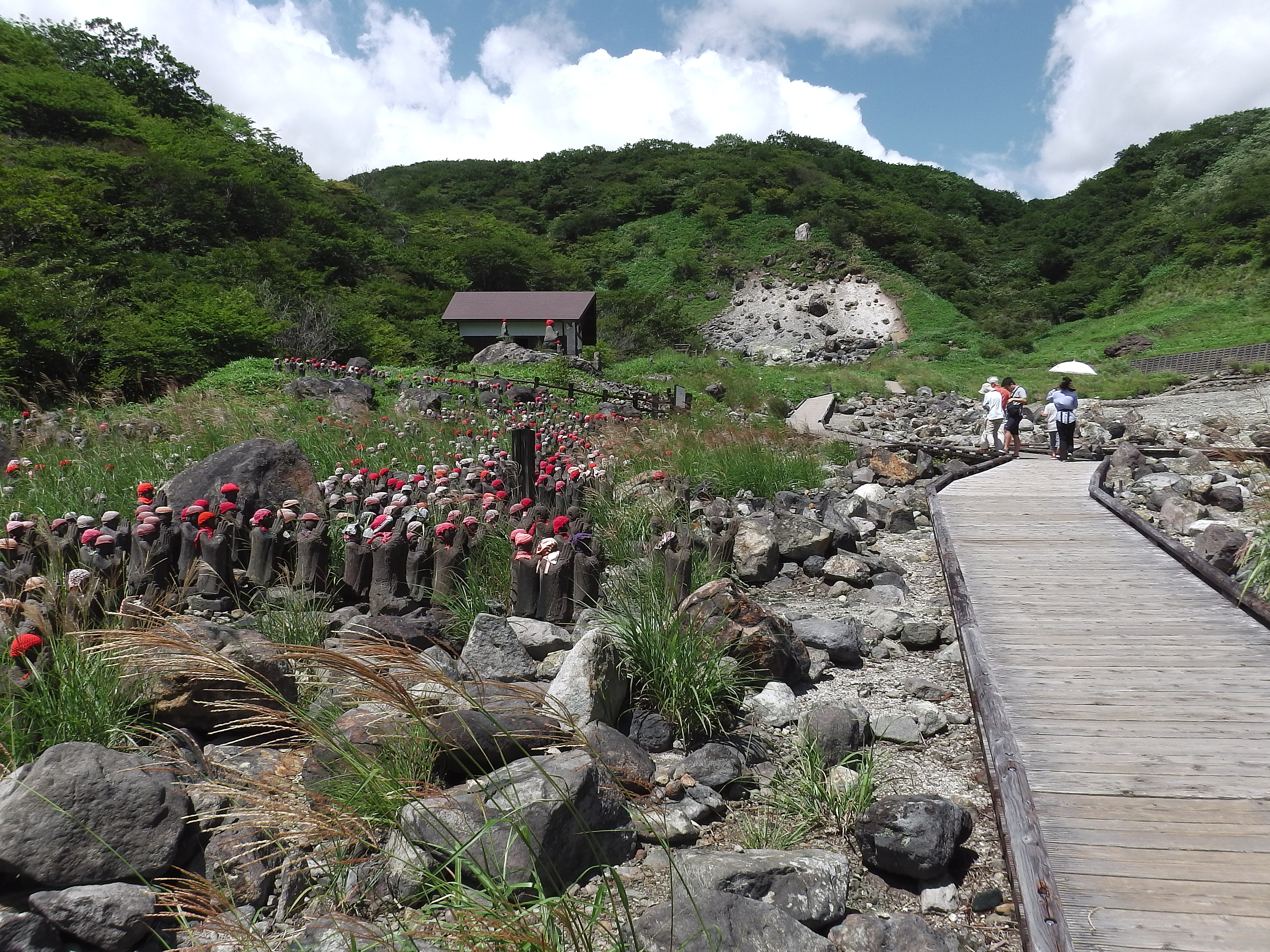
那須千体地蔵

- 那須千体地蔵（那須町）[4]

### 東京都
- 浄名院の八万四千体地蔵（台東区）[5][6]
- 増上寺の千躰子育地蔵尊（港区）
- 正福寺地蔵堂の千体地蔵（東村山市）[7][8]

### 神奈川県
- 長谷寺の千体地蔵（鎌倉市）

### 石川県
- 輪島市町野町の千体地蔵[9]

### 愛知県
- 覚王山日泰寺千体地蔵堂（名古屋市千種区）[10]

### 滋賀県

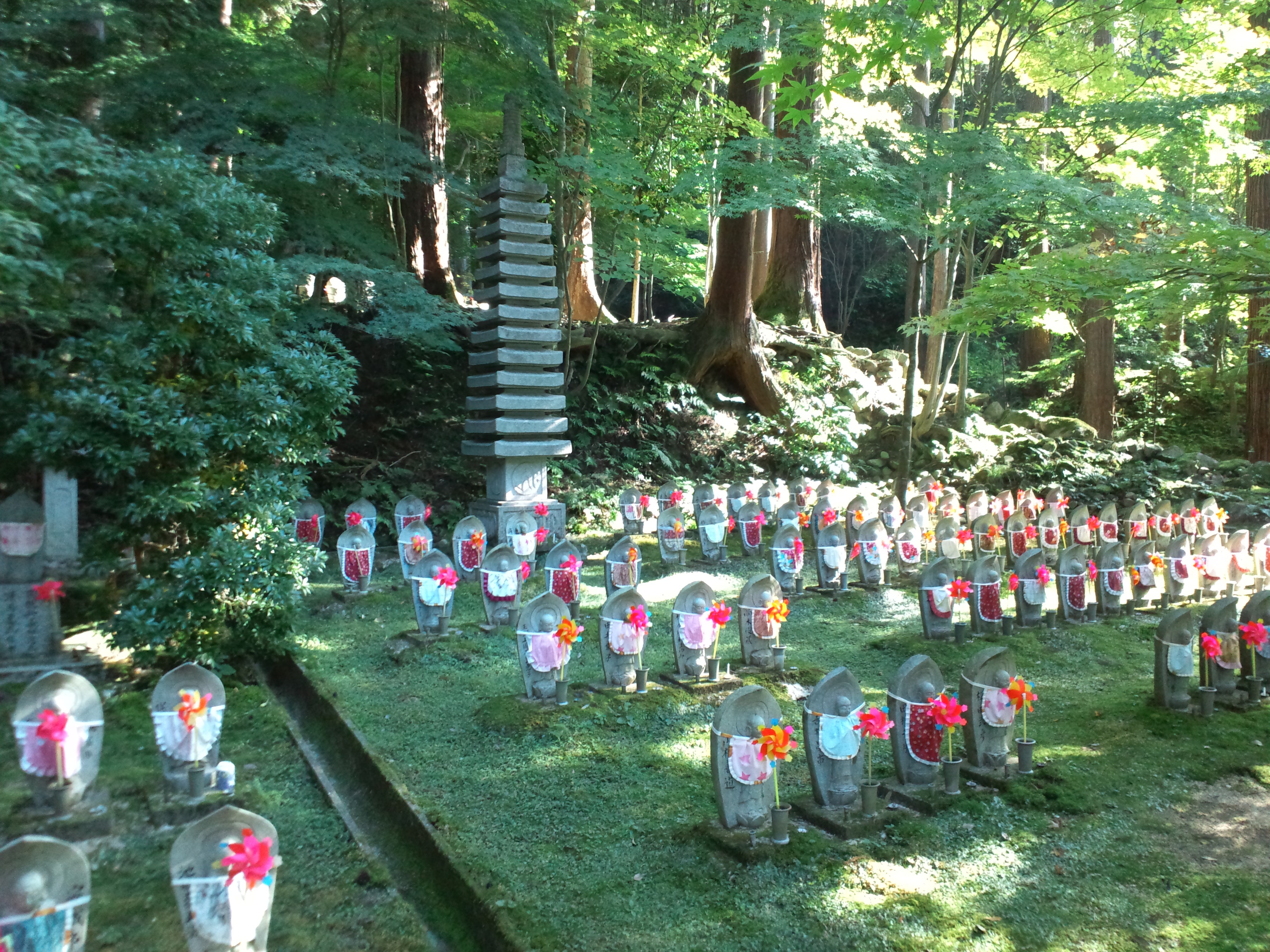
金剛輪寺の千体地蔵（愛荘町）

- 八講堂千体地蔵（大津市）[11][12]
- 金剛輪寺の千体地蔵（愛荘町）[13]

### 京都府
- 大徳寺の千体地蔵塚（京都市）
- 醍醐寺理性院の千体地蔵（京都市伏見区）[14]
- 宮津市難波野の千躰地蔵[15]

### 奈良県
- 称名寺の厄除千体地蔵（奈良市）[16]
- 庚申堂の千体地蔵（奈良市）

### 兵庫県
- 三木市志染町井上の千体地蔵[17]
山陽自動車道三木東インターチェンジのすぐ近くの大谷川の川沿いの山裾一面に、多数の地蔵菩薩像中心の地蔵があり、本尊には砂岩に1m近い地蔵が刻み込まれているのが特徴である。室町時代から子宝地蔵として信仰を集めており、子宝に恵まれない人が願を掛け子供を授かるとお礼に新しい地蔵を造って借りた地蔵と一緒に置いていくので、その数は数え切れず、このことから由来して千体地蔵と呼ばれている。現在でも子宝に恵まれない人が訪れてきており、霊験あらたかな地蔵と言える。毎年8月23日・24日には人形供養を行っている。

### 山口県
- 雲林寺の千体地蔵（萩市）[18]

### 香川県
- 高照寺の千体地蔵（香北町）[19][20]

### 大分県
- 羅漢寺の千体地蔵（中津市）[21]

### 熊本県
- 蓮台寺の千体地蔵（熊本市西区）
- 上益城郡山都町片平の千体地蔵
国道218号線と国道445号線が重なる山都警察署から宮崎方面へ約200mほど行った左手から約50m、ドコモショップやうどん屋、スポーツ用品店などがある店の傍の道沿いにある。地蔵とともに四基の板碑がある。経年劣化した標柱が更新されないまま長年放置され字が読めないので分かり辛いが、地蔵は、天文十七年の刻があり、中世期の本格的な石仏としては熊本県内においても大変価値のある文化財である（山都町指定文化財一覧）。板碑を含め、阿蘇氏の拠点が山都町にあった時代（1560年頃）のものとされ、貴重である。片平集落内にあり地元住民が草刈りなど手入れしている。町がこの様な歴史的価値のある文化財の周知広報活動を積極的に行っていないため、町民の間でもその存在の認知度は低い。

## その他の千体地蔵

### 埼玉県
- 宝積寺の千体地蔵（草加市）[22]
木造千体地蔵は市指定文化財

### 愛知県
- 正林寺（豊橋市）の千体骨地蔵[23]
- 千体地蔵堂の円空作木造千体仏（津島市）[24]
円空作。地蔵菩薩像の周辺（光背）に1000体の小仏を配した木像。津島市指定文化財。

### 京都府
- 報恩寺の厨子入千体地蔵尊[25]